# Ратников, Александр Николаевич
Александр Николаевич Ратников (род. 16 марта 1951, Думиничский район Калужской области) — советский и российский учёный в области растениеводства, эколог; доктор сельскохозяйственных наук. Лауреат Государственной премии Российской Федерации.

## Биография
Родился 16 марта 1951 г. в п. Думиничи (Думиничский район Калужской области), там же учился в школе. После службы в армии поступил в Университет дружбы народов им. П. Лумумбы, который окончил в 1975 г., получив специальности агронома и переводчика с английского языка.
По направлению МСХ СССР несколько лет работал в Эфиопии, где занимался разработкой мер борьбы с сорняками в посевах зерновых культур.
С 1979 года научный сотрудник ВНИИ сельскохозяйственной радиологии и агроэкологии (ВНИИСХРАЭ, г.Обнинск). 
В 1983 г. в МСХА им. К. А. Тимирязева защитил диссертацию на соискание ученой степени кандидата сельскохозяйственных наук. С 1984 по 2001 г. заведующий лабораторией №7.
Участвовал в ликвидации последствий радиоактивной катастрофы на Чернобыльской АЭС, награждён медалью «За трудовую доблесть» (1987).
В 1992 году награждён серебряной медалью ВДНХ «За лучшую научную разработку».
Указом Президента Российской Федерации от 13 декабря 2003 г. N 1481 присуждена Государственная премия Российской Федерации 2002 года в области науки и техники.
В 2002 году защитил докторскую диссертацию по теме «Система защитных мероприятий и технологические приемы ведения растениеводства на сельскохозяйственных угодьях, подвергшихся радиоактивному загрязнению после аварии на ЧАЭС».
В 2004—2009 гг. по совместительству работал профессором кафедры радиоэкологии экологического факультета РУДН.
Автор и соавтор более 220 научных статей, 11 авторских свидетельств и патентов.
Жена — Ратникова Лариса Ивановна, главный специалист ВНИИСХРАЭ РАСХН.